# Hipposideros cervinus
Espèce
Statut de conservation UICN

 LC  : Préoccupation mineure
Hipposideros cervinus est une espèce de chauves-souris de la famille des Hipposideridae.